# 杉岡大暉
杉岡 大暉（すぎおか だいき、1998年9月8日 - ）は、東京都足立区出身のプロサッカー選手。Jリーグ・柏レイソル所属。ポジションはディフェンダー（左サイドバック、センターバック）。元日本代表。

## 来歴

### プロ入り前
2011年にレジスタFCからFC東京U-15深川に入団。対人守備に秀でたミッドフィールダーであったが、同学年で長身の左利きボランチという特徴が重なる鈴木喜丈との兼ね合いにより、U-18への昇格を逃した。
2014年、船橋市立船橋高等学校へ進学。同学年に原輝綺、高宇洋、金子大毅、真瀬拓海、井岡海都がいる。ディフェンダーに転向し、1年生時から3バックの左で起用され安定感を発揮した。左足のキック精度を磨き、2年生時には守備の中心選手として定着。戦術理解力の高さからセンターバックに留まらずユーティリティープレイヤーとしてチームを支えた。3年次の2016年には主将を務め、原とCBコンビを組んで高校総体で全国優勝。その強さと配球の冴えから、高校No.1DFとして注目を集めた。

### 湘南ベルマーレ
複数クラブの争奪となったが、獲得に熱心で「市立船橋とサッカーが似ていてやりやすい」という湘南ベルマーレを選び、2017年より同クラブに加入。2月26日、開幕戦の水戸ホーリーホック戦でいきなり先発デビューを飾った。続く3月4日の第2節・ザスパクサツ群馬戦でプロ入り後初得点を決めた。その後もレギュラーとして34試合に出場し、10月29日のファジアーノ岡山戦で優勝を決めた。
2018年3月18日のJ1第4節・FC東京戦ではU-15時代に同僚だった岡崎慎とマッチアップをした。9月26日の第18節延期試合・川崎フロンターレ戦では自身初となるキャプテンマークを巻いた。10月20日の第30節・北海道コンサドーレ札幌戦ではJ1リーグ初得点を決めた。10月27日、ルヴァンカップ決勝の横浜F・マリノス戦では決勝点となるゴールを決めて、クラブ初のJリーグ杯制覇に貢献。MVPを受賞した。
2019年5月17日の第12節・浦和レッズ戦で前半30分にシュートを決めシーズン初ゴールと思われたが、ノーゴール判定となった。映像を見ても入っているように見え、この判定は議論を呼んだ（詳しくは山本雄大#議論を呼んだ判定を参照）。

### 鹿島アントラーズ
2020年1月3日、鹿島アントラーズへの完全移籍が発表された。しかし同じく新加入の永戸勝也とのポジション争いに敗れ、7試合の出場に留まった。その後も鹿島では出場機会に恵まれなかった。

### 湘南ベルマーレ復帰
2021年8月10日に湘南ベルマーレに期限付き移籍で復帰した。
2022年11月30日、湘南ベルマーレに完全移籍。

### FC町田ゼルビア
2024年7月16日、FC町田ゼルビアに期限付き移籍することが発表された。

### 柏レイソル
2025年1月4日、町田との期限付き移籍期間が終了するとともに柏レイソルへ完全移籍で加入することが発表された。

### 日本代表
2017年5月、U-20日本代表としてFIFA U-20ワールドカップに選出され左サイドバックとして2試合に出場した。2018年8月にはアジア競技大会のメンバーに選出され、主力として準優勝に貢献した。
2019年5月24日、コパ・アメリカに臨む東京五輪世代中心で構成された日本代表に初選出された。6月18日、コパ・アメリカ初戦のチリ戦でスタメン出場し、代表デビューを果たした。
東京五輪世代の左SBとして定位置を確保していたが、前述の通り鹿島でのポジション争いに敗れ試合から遠ざかると、東京五輪の最終候補から外れた。
2022年、EAFF E-1サッカー選手権2022に臨む日本代表メンバーに選出され、3年振りに代表復帰を果たした。

## 所属クラブ
- レジスタFC[2] (足立区立北三谷小学校[32][33])
- 2011年 - 2013年 FC東京U-15深川[2] (足立区立蒲原中学校[32][33])
- 2014年 - 2016年 船橋市立船橋高等学校
- 2017年 - 2019年  湘南ベルマーレ
- 2020年 - 2022年  鹿島アントラーズ
  - 2021年8月 - 2022年  湘南ベルマーレ（期限付き移籍）
- 2023年 - 2024年  湘南ベルマーレ
  - 2024年7月 - 2024年12月  FC町田ゼルビア（期限付き移籍）
- 2025年 -  柏レイソル

## 個人成績
| 国内大会個人成績 | 国内大会個人成績 | 国内大会個人成績 | 国内大会個人成績 | 国内大会個人成績 | 国内大会個人成績 | 国内大会個人成績 | 国内大会個人成績 | 国内大会個人成績 | 国内大会個人成績 | 国内大会個人成績 | 国内大会個人成績 |
| 年度             | クラブ           | 背番号           | リーグ           | リーグ戦         | リーグ戦         | リーグ杯         | リーグ杯         | オープン杯       | オープン杯       | 期間通算         | 期間通算         |
| 年度             | クラブ           | 背番号           | リーグ           | 出場             | 得点             | 出場             | 得点             | 出場             | 得点             | 出場             | 得点             |
| 日本             | 日本             | 日本             | 日本             | リーグ戦         | リーグ戦         | リーグ杯         | リーグ杯         | 天皇杯           | 天皇杯           | 期間通算         | 期間通算         |
| ---------------- | ---------------- | ---------------- | ---------------- | ---------------- | ---------------- | ---------------- | ---------------- | ---------------- | ---------------- | ---------------- | ---------------- |
| 2017             | 湘南             | 29               | J2               | 37               | 3                | -                | -                | 1                | 0                | 38               | 3                |
| 2018             | 湘南             | 29               | J1               | 30               | 1                | 5                | 1                | 1                | 0                | 36               | 2                |
| 2019             | 湘南             | 5                | J1               | 28               | 2                | 4                | 0                | 0                | 0                | 32               | 2                |
| 2020             | 鹿島             | 5                | J1               | 7                | 0                | 1                | 0                | -                | -                | 8                | 0                |
| 2021             | 鹿島             | 5                | J1               | 7                | 1                | 7                | 1                | 2                | 0                | 16               | 2                |
| 2021             | 湘南             | 2                | J1               | 8                | 0                | 0                | 0                | -                | -                | 8                | 0                |
| 2022             | 湘南             | 2                | J1               | 29               | 0                | 6                | 1                | 1                | 0                | 36               | 1                |
| 2023             | 湘南             | 2                | J1               | 33               | 2                | 3                | 0                | 3                | 0                | 39               | 2                |
| 2024             | 湘南             | 2                | J1               | 15               | 0                | 1                | 0                | 1                | 0                | 17               | 0                |
| 2024             | 町田             | 25               | J1               | 12               | 0                | 2                | 0                | -                | -                | 14               | 0                |
| 2025             | 柏               | 26               | J1               |                  |                  |                  |                  |                  |                  |                  |                  |
| 通算             | 日本             | 日本             | J1               | 169              | 6                | 29               | 3                | 8                | 0                | 206              | 9                |
| 通算             | 日本             | 日本             | J2               | 37               | 3                | -                | -                | 1                | 0                | 38               | 3                |
| 総通算           | 総通算           | 総通算           | 総通算           | 206              | 9                | 29               | 3                | 9                | 0                | 244              | 12               |

- 2017年2月26日：J2初出場 - J2第1節 vs水戸ホーリーホック（ケーズデンキスタジアム水戸）
- 2017年3月4日：J2初得点 - J2第2節 vsザスパクサツ群馬（Shonan BMWスタジアム平塚）

## タイトル

### クラブ
市立船橋高校
- 全国高等学校総合体育大会サッカー競技大会 （2016年）[34]

湘南ベルマーレ
- J2リーグ：1回（2017年）
- Jリーグカップ：1回（2018年）

### 代表
U-17日本代表
- 国際ユースサッカーin新潟（2015年）

日本代表
- EAFF E-1サッカー選手権（2022年）

### 個人
- 全国高等学校サッカー選手権大会 優秀選手（2015年、2016年）
- 全国高等学校総合体育大会サッカー競技大会 優秀選手 (2015年[35], 2016年[34])
- Jリーグカップ・最優秀選手（2018年）
- TAG Heuer YOUNG GUNS AWARD・ベストイレブン（2018年）

## 代表歴

### 出場大会
- U-17日本代表
  - 国際ユースサッカーin新潟（2015年）
  - バツラフ・イェジェク国際ユーストーナメント（2015年）
- U-19日本代表
  - SBSカップ 国際ユースサッカー（2016年）
- U-20日本代表
  - FIFA U-20ワールドカップ（2017年）
- U-21日本代表
  - スポーツ・フォー・トゥモロー（SFT）プログラム 南米・日本U-21サッカー交流（2018年）
  - トゥーロン国際大会（2018年）
  - アジア競技大会（2018年）
  - ドバイカップU-23（2018年）
- U-22日本代表
  - AFC U-23選手権2020 (予選)（2019年）
  - 北中米遠征（2019年）
  - ブラジル遠征（2019年）
- U-23日本代表
  - AFC U-23選手権（2020年）
- 日本代表
  - コパ・アメリカ2019（2019年）
  - EAFF E-1サッカー選手権2022（2022年）

### 試合数
- 国際Aマッチ 5試合 0得点（2019年・2022年）

| 日本代表 | 国際Aマッチ | 国際Aマッチ |
| 年       | 出場        | 得点        |
| -------- | ----------- | ----------- |
| 2019     | 3           | 0           |
| 2022     | 2           | 0           |
| 通算     | 5           | 0           |

### 出場
| No. | 開催日        | 開催都市         | スタジアム                       | 対戦国     | 結果 | 監督   | 大会                       |
| --- | ------------- | ---------------- | -------------------------------- | ---------- | ---- | ------ | -------------------------- |
| 1.  | 2019年6月17日 | サンパウロ       | エスタジオ・ド・モルンビー       | チリ       | ●0-4 | 森保一 | コパ・アメリカ2019         |
| 2.  | 2019年6月20日 | ポルト・アレグレ | アレーナ・ド・グレミオ           | ウルグアイ | △2-2 | 森保一 | コパ・アメリカ2019         |
| 3.  | 2019年6月24日 | ベロオリゾンテ   | エスタジオ・ミネイロン           | エクアドル | △1-1 | 森保一 | コパ・アメリカ2019         |
| 4.  | 2022年7月19日 | 鹿嶋             | 茨城県立カシマサッカースタジアム | 香港       | ○6-0 | 森保一 | EAFF E-1サッカー選手権2022 |
| 5.  | 2022年7月24日 | 豊田             | 豊田スタジアム                   | 中国       | △0-0 | 森保一 | EAFF E-1サッカー選手権2022 |